# Joaquín Espinosa y Dávalos
Joaquín Espinosa y Dávalos (Lima, Virreinato del Perú, 1708-Valdivia, Capitanía General de Chile, 1781) fue un militar que se desempeñó como gobernador del Tucumán entre 1758 y 1764.
Durante más de veinte años prestó servicios en el regimiento de infantería de la Victoria. Llegó a teniente coronel y por su destacada actuación en las guerras de Italia, le valió para ser designado, por mandato real, como gobernador del Tucumán en 1758. Estuvo casado con María Teresa Campillo.
Terminada su función, fue a Charcas. En 1771 debió regresar nuevamente como gobernador interino del Tucumán y luego fue designado gobernador de la provincia de Valdivia en Chile. Finalmente fue ascendido a coronel y falleció en Valdivia en 1781.

## Gobierno del Tucumán (1758-1764)
Asumió el cargo el 27 de agosto de 1758. Durante su gobierno puso especial empeño en la defensa de los pueblos contra los aborígenes para lo cual debió realizar grandes expediciones. Planeó y llevó a cabo las últimas campañas contra los indígenas del Chaco. Armó un fuerte ejército de 1500 soldados y al frente del mismo, en 1759, invadió profundamente el Gran Chaco, llegando casi hasta la ciudad de Corrientes y descubriendo caminos hacia la misma y hacia el Paraguay. Logró tras arduas campañas importantes victorias contra los mataguayos.
A tal fin había aliado sus fuerzas con la de los gobernadores de Buenos Aires, Pedro de Cevallos, y del Paraguay, Jaime Sanjust. Los indígenas derrotados fueron destinados a la Reducción de San Ignacio de Tobas en 1760 y el gobernador recibió una felicitación del rey Carlos III.
Con milicianos e indígenas reunió casi 5000 hombres y mandó a construir el fuerte de la Marcomita. Desde allí sus fuerzas marcharían al encuentro de otras tropas sobre el río Bermejo. Debido a la densidad de la selva, el desborde de ríos y las hostilidades de los indígenas se vio impedida la ejecución combinada, aunque se logró la liberación de cautivos.
Debió sofocar sublevaciones de milicias en La Rioja, que se habían unido a las catamarqueñas, y logró su pacificación.
En la faz administrativa, efectuó modificaciones y ordenó las cuentas de la Real Hacienda. Persiguió y castigó a quienes malversaron fondos de la caja real.